# Victor Delavelle
 (février 2017).
Si vous disposez d'ouvrages ou d'articles de référence ou si vous connaissez des sites web de qualité traitant du thème abordé ici, merci de compléter l'article en donnant les références utiles à sa vérifiabilité et en les liant à la section « Notes et références ».
Victor Aristide Delavelle, né à Maîche le 16 mars 1826 et mort à Besançon le 16 mars 1907, est un homme politique français, maire radical-socialiste de Besançon (Doubs) en Bourgogne- Franche-Comté de 1881 à 1884.

## Biographie
Il est le fils de Melchior Gabriel Delavelle, charron, originaire de Fleurey (décédé  en 1865) et de Marie Alexandrine Glasson (née à Maîche en 1804 dans une famille d'agriculteurs) qui ont eu deux enfants : Victor et Marie-Joseph Honorine (1834-1893).
Il se marie une première fois en 1854 avec Victoire Lefebvre-Desmares (1832-1871). Ils ont sept enfants dont cinq survivront : Léon (1856-1900), Georges (1858-1892), Jeanne (1860-?), Henriette (1866- ?) et Victor-Henri (1868-1918). Veuf en 1871, il se remarie avec Maria Augustine Ber en 1873. Sa fille Jeanne est la mère de Geneviève Gallois, bénédictine et artiste peintre.
Il a habité Grande rue à Besançon dans quatre appartements successifs. Il est inhumé au cimetière des Chaprais et une rue des Chaprais porte son nom.
Victor Aristide Delavelle a exercé la profession de clerc de notaire (1857 à 1866) puis de notaire (1866 à 1901) à Besançon.
En 1883, il fonde avec son cousin l'avocat et député (1885-1889) Jules Gros, le premier quotidien régional le Petit Comtois, un journal républicain, démocratique et anticlérical ; il en sera le premier rédacteur en chef.

## Carrière politique

### Mandats
Conseiller adjoint de Besançon dès 1870 sous les mandats de Georges Fernier et Gustave Oudet, il est nommé maire en février 1881 en succédant à ce dernier, avocat républicain modéré. Besançon étant chef-lieu de département, c'est le président de la République Jules Grévy qui, sur proposition du ministre de l'intérieur Ernest Constans, le désigne ainsi que les principaux adjoints parmi les conseillers élus. Delavelle est le premier des dix maires radicaux-socialistes, sur douze, qui ont tenu la fonction de maire de Besançon jusqu'en 1944. Son court mandat (1881-1884) sera marqué par la vive défiance de l'opposition municipale.
Dès le 4 mai 1881, il doit répondre à une suspicion de conflit d'intérêts : certains conseillers croyant que lui ou ses proches possèdent des terrains à la Butte et aux Chaprais et que cela influe sur les arbitrages qu'il est amené à faire concernant le tracé des voies nouvelles à ouvrir dans ces quartiers.
En août 1884 lors de l’examen des finances, le rapporteur de la commission relève des irrégularités mineures concernant les services de la voirie qu'il est convenu d'éviter lors des exercices à venir. Le compte administratif est cependant approuvé mais Victor Delavelle, affecté par ces critiques, démissionne. Il se représente le 5 septembre 1884 et est élu au 2e tour de scrutin interne au conseil municipal. Toutefois la fronde persiste et Delavelle se fait excuser lors des conseils municipaux qui suivent avant de démissionner à nouveau et d'être remplacé fin 1884 par son 1er adjoint Nicolas Bruand, radical-socialiste comme lui. Victor Delavelle restera toutefois membre du conseil municipal jusqu'en 1888 et présidera la commission de l’administration ainsi que celle des finances.

### Événements marquants du mandat
Le tunnel fluvial sous la Citadelle qui permet d'éviter la boucle du Doubs autour du centre-ville est inauguré le 30 avril 1882.
Une des plus importantes crues du Doubs se produisit en décembre 1882. Le pont des Chaprais dit « fil de fer » est gravement endommagé par les traverses de chemin de fer qui, entreposées à Rivotte ont été emportées par le courant. Son remplacement par un pont en pierre débute en 1883 et la mise en service du nouveau pont (Saint Pierre) a lieu en 1885.
Le 31 mai 1882 un traité est signé entre le ministre de l'instruction publique Jules Ferry et la ville de Besançon, traité qui lance la création effective de l'Observatoire astronomique.
C'est en 1884 qu'est ouverte la première gare de la Mouillère, point de départ de la liaison Besançon-Le Locle gérée par la compagnie P.L.M. La ligne est inaugurée le 4 août et la gare les 16 et 17 aout. Le 17 août, la statue de Jouffroy d'Abbans implantée sur une fontaine place de la Madeleine  est dévoilée en présence de Ferdinand de Lesseps et de Félix Faure, le futur président de la République alors sous secrétaire d'État à la Marine.

## Distinctions
- Chevalier de la Légion d'honneur
- Officier de l'instruction publique
- Une rue de Besançon porte son nom.